# لوس گئورتس
لوس گئورتس (انگلیسی: Loes Geurts؛ زادهٔ ۱۲ ژانویهٔ ۱۹۸۶) بازیکن فوتبال اهل پادشاهی هلند است.

وی همچنین در تیم ملی فوتبال زنان هلند بازی کرده‌است.